# Sidney Sam
Sidney Sam, né le 31 janvier 1988 à Kiel, est un footballeur international allemand. Pouvant évoluer au poste de milieu offensif ou d'ailier.

## Biographie

### Carrière en club
Sidney Sam commence le football dans le petit club de TuS Mettenhof dans la banlieue de Kiel ville du nord de l'Allemagne. Il rejoint ensuite les rangs des équipes de jeunes du FC Kilia Kiel. Quelques mois plus tard en 2002, il signe à 14 ans pour le club rival du Killia, le Holstein Kiel. Il y reste deux ans et est contacté par le grand club de la région, Hambourg SV ou il signe à l'été 2004. Après quelques mois chez les jeunes et une saison avec l'équipe réserve, il est intégré pour la saison 2007-2008 avec le groupe professionnel. Il fait ses débuts avec l'équipe première le 20 décembre 2007 face au VfB Stuttgart en remplaçant le Tchèque David Jarolím. 
Après quatre apparitions pour sa première saison avec le HSV, il est prêté en 2008 à FC Kaiserslautern qui évolue en 2e division. Il est titulaire dans cette équipe disputant 61 matches en deux saisons (pour 15 buts) et remporte son premier trophée en club avec le titre de Champion d'Allemagne de Bundesliga-2 à l'issue de la saison 2009-2010. 
À la suite de ces belles performances avec son club, il tape dans l'œil des recruteurs du Bayer Leverkusen qui décident de l'engager en 2010. Il signe un contrat de cinq ans. Il fait son retour en Bundesliga le 8 novembre 2010 face à ses anciens coéquipiers de Kaiserslautern (3-1). À cette occasion, il brille et marque un doublé. Quelques mois plus tard, le 17 février 2011, il se distingue et marque un autre doublé en seizièmes de finale de la Ligue Europa face au Metalist Kharkiv. Avec Leverkusen, il s'impose clairement comme l'un des titulaires au milieu de terrain.
Le 8 janvier 2014, Sidney Sam signe un contrat de quatre ans avec le Schalke 04, qu'il va rejoindre en juillet 2014. À la suite d'une série de mauvais résultats et une nouvelle défaite lors de la 32e journée face à Cologne (2-0), le 11 mai 2015, le directeur sportif de Schalke 04, Horst Heldt, annonce la suspension pour une durée indéfinie de Sidney Sam ainsi que de Kevin-Prince Boateng avec prise d'effet immédiate.

### Carrière en équipe nationale
Ayant des origines nigérianes, Sidney Sam aurait pu jouer pour l'équipe du Nigeria, mais il a toujours voulu représenter l'Allemagne, son pays natal. 
Sam a fait partie de l'équipe des moins de 19 ans, il a participé au Championnat d'Europe 2007 de cette catégorie, et a également joué avec les moins de 20 ans. De 2009 à 2010, Sidney Sam a été membre de l'équipe d'Allemagne espoirs, il a notamment pris part aux éliminatoires du Championnat d'Europe espoirs 2011.
Le 29 mai 2013, Sam fait ses débuts avec l'équipe d'Allemagne en étant titulaire pour un match amical contre l'Équateur ayant eu lieu à Boca Raton (États-Unis). Lors de ce match remporté 4-2, il a réalisé une passe décisive dès la 4e minute pour Lars Bender.

## Palmarès
Avec le FC Kaiserslautern
- Champion de la deuxième division allemande en 2010

## Statistiques

### En club
Le tableau ci-dessous dresse les statistiques de Sidney Sam lors de sa carrière en club :
| Saison                | Club                     | Championnat           | Championnat | Championnat | Coupe(s) nationale(s) | Coupe(s) nationale(s) | Compétition(s) continentale(s) | Compétition(s) continentale(s) | Compétition(s) continentale(s) | Total | Total |
| Saison                | Club                     | Division              | M.          | B.          | M.                    | B.                    | Comp.                          | M.                             | B.                             | M.    | B.    |
| 2007-2008             | Hambourg SV              | Bundesliga            | 4           | 0           | -                     | -                     | C3                             | 1                              | 0                              | 5     | 0     |
| Sous-total            | Sous-total               | Sous-total            | 4           | 0           | -                     | -                     | -                              | 1                              | 0                              | 5     | 0     |
| 2008-2009             | FC Kaiserslautern (prêt) | 2. Bundesliga         | 26          | 4           | -                     | -                     | -                              | -                              | -                              | 26    | 4     |
| 2009-2010             | FC Kaiserslautern (prêt) | 2. Bundesliga         | 33          | 10          | 2                     | 1                     | -                              | -                              | -                              | 35    | 11    |
| Sous-total            | Sous-total               | Sous-total            | 59          | 14          | 2                     | 1                     | -                              | -                              | -                              | 61    | 15    |
| 2010-2011             | Bayer Leverkusen         | Bundesliga            | 30          | 7           | 2                     | 2                     | C3                             | 8                              | 3                              | 40    | 12    |
| 2011-2012             | Bayer Leverkusen         | Bundesliga            | 18          | 4           | 1                     | 1                     | C1                             | 6                              | 1                              | 25    | 6     |
| 2012-2013             | Bayer Leverkusen         | Bundesliga            | 22          | 5           | 2                     | 0                     | C3                             | 4                              | 0                              | 28    | 5     |
| 2013-2014             | Bayer Leverkusen         | Bundesliga            | 22          | 8           | 3                     | 3                     | C1                             | 6                              | 2                              | 31    | 13    |
| Sous-total            | Sous-total               | Sous-total            | 92          | 24          | 8                     | 6                     | -                              | 24                             | 6                              | 124   | 36    |
| 2014-2015             | Schalke 04               | Bundesliga            | 11          | 0           | 1                     | 0                     | C1                             | 3                              | 0                              | 15    | 0     |
| 2015-2016             | Schalke 04               | Bundesliga            | 2           | 0           | -                     | -                     | C3                             | 4                              | 0                              | 6     | 0     |
| 2016-2017             | Schalke 04               | Bundesliga            | -           | -           | -                     | -                     | C3                             | 1                              | 0                              | 1     | 0     |
| Sous-total            | Sous-total               | Sous-total            | 13          | 0           | 1                     | 0                     | -                              | 8                              | 0                              | 22    | 0     |
| 2016-2017             | SV Darmstadt 98 (prêt)   | Bundesliga            | 13          | 2           | -                     | -                     | -                              | -                              | -                              | 13    | 2     |
| Sous-total            | Sous-total               | Sous-total            | 13          | 2           | -                     | -                     | -                              | -                              | -                              | 13    | 2     |
| 2017-2018             | VfL Bochum               | 2. Bundesliga         | 23          | 0           | 1                     | 0                     | -                              | -                              | -                              | 24    | 0     |
| 2018-2019             | VfL Bochum               | 2. Bundesliga         | 19          | 2           | -                     | -                     | -                              | -                              | -                              | 19    | 2     |
| Sous-total            | Sous-total               | Sous-total            | 37          | 2           | 1                     | 0                     | -                              | -                              | -                              | 38    | 2     |
| 2019-2020             | SC Rheindorf Altach      | Bundesliga            | 21          | 6           | 1                     | 0                     | C3                             | 1                              | 0                              | 23    | 6     |
| Sous-total            | Sous-total               | Sous-total            | 21          | 6           | 1                     | 0                     | -                              | 1                              | 0                              | 23    | 6     |
| 2020-2021             | Antalyaspor              | Süper Lig             | 25          | 3           | 5                     | 0                     | -                              | -                              | -                              | 30    | 3     |
| Sous-total            | Sous-total               | Sous-total            | 25          | 3           | 5                     | 0                     | -                              | 0                              | 0                              | 30    | 3     |
| Total sur la carrière | Total sur la carrière    | Total sur la carrière | 264         | 51          | 18                    | 7                     | -                              | 34                             | 6                              | 316   | 64    |

### En équipe nationale
Le tableau ci-dessous récapitule les statistiques de Sidney Sam en équipe d'Allemagne :
| Année | Qualifications Coupe du monde | Qualifications Coupe du monde | Amical | Amical | Total  | Total |
| Année | Matchs                        | Buts                          | Matchs | Buts   | Matchs | Buts  |
| ----- | ----------------------------- | ----------------------------- | ------ | ------ | ------ | ----- |
| 2013  | 2                             | 0                             | 3      | 0      | 5      | 0     |
| Total | 2                             | 0                             | 3      | 0      | 5      | 0     |

La liste ci-dessous détaille les apparitions de Sidney Sam sous le maillot de l'équipe d'Allemagne :
| Sélection | Compétition                       | Date              | Stade, ville, pays                           | Adversaire           | Score | Passes décisives |
| --------- | --------------------------------- | ----------------- | -------------------------------------------- | -------------------- | ----- | ---------------- |
| 1         | Match amical                      | 29 mai 2013       | FAU Stadium, Boca Raton, États-Unis          | Équateur             | 4 - 2 | Passe décisive   |
| 2         | Match amical                      | 2 juin 2013       | RFK Memorial Stadium, Washington, États-Unis | États-Unis           | 3 - 4 | Passe décisive   |
| 3         | Qualification Coupe du monde 2014 | 10 septembre 2013 | Tórsvøllur, Tórshavn, Îles Féroé             | Îles Féroé           | 3 - 0 |                  |
| 4         | Qualification Coupe du monde 2014 | 11 octobre 2013   | RheinEnergieStadion, Cologne, Allemagne      | République d'Irlande | 3 - 0 |                  |
| 5         | Match amical                      | 19 novembre 2013  | Stade de Wembley, Londres, Angleterre        | Angleterre           | 1 - 0 |                  |

Légende
- Qualifications pour la Coupe du monde
- Victoire
- Défaite

NB : Les scores sont affichés sans tenir compte du sens conventionnel en cas de match à l'extérieur (Allemagne-Adversaire)

## Vie privée
Sidney Sam est né d'une mère allemande et d'un père nigérian. Son grand frère, Steve Sam, est également footballeur dans les plus hautes divisions du football amateur allemand.